# Academia Brasiliense de Letras

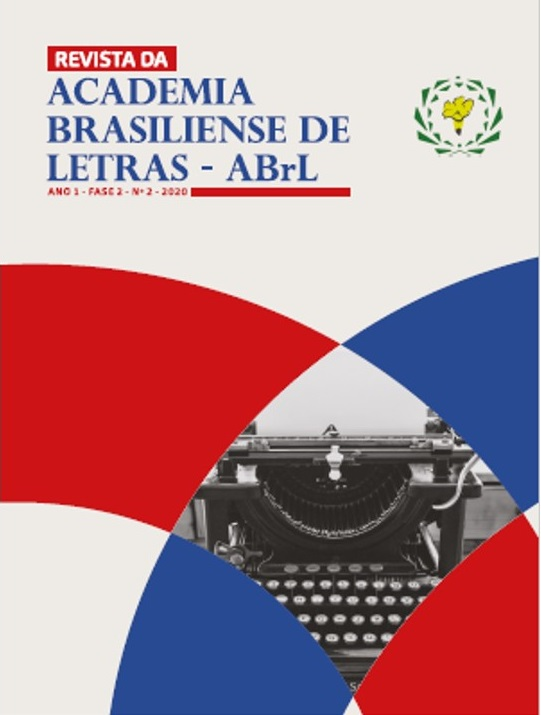
Edição de 2020 da Revista da Academia Brasiliense de Letras, publicação da instituição.

A Academia Brasiliense de Letras é a entidade literária brasileira máxima do Distrito Federal. Em sessão plenária realizada na tarde de 30 de novembro de 2018, o escritor Fabio de Sousa Coutinho foi eleito, pela unanimidade de seus pares, para ocupar a presidência da Academia Brasiliense de Letras, no biênio 2019/21. A nova diretoria da Academia Brasiliense será ainda composta pelos seguintes acadêmicos: Rossini Corrêa, vice-presidente; Edmílson Caminha, secretário geral; Ronaldo Costa Fernandes, 1º secretário; Danilo Gomes, 2º secretário; e Afonso Ligório, tesoureiro. A Comissão de Contas terá os escritores Anderson Braga Horta, Napoleão Valadares e José Jeronymo Rivera.

## História

Hermes Lima, o primeiro presidente da instituição.

Fundada em 8 de março de 1968, a Academia Brasiliense de Letras é a mais antiga entidade do gênero no Distrito Federal. Seu primeiro presidente foi o jurista baiano Hermes Lima, que também integrou a Academia Brasileira de Letras. Pela segunda vez em meio século de vida, a Academia Brasiliense de Letras será dirigida por um Presidente da Associação Nacional de Escritores. Anteriormente, o poeta Domingos Carvalho da Silva (1915–2003) também presidiu as duas entidades literárias mais tradicionais e prestigiosas.

## Publicação
Domingos Carvalho da Silva fundou, em 1982, a Revista da Academia Brasiliense de Letras, que teve 19 edições em 25 anos de existência, cessando de circular em 2007. O relançamento da Revista, em formato impresso e/ou eletrônico, é uma das metas dos novos gestores da Academia Brasiliense de Letras.

## Lista de membros
| Membro                           | Cadeira | Patrono                      |
| -------------------------------- | ------- | ---------------------------- |
| Marcos Vinícios Vilaça           | I       | Alberto Torres               |
| Max Telesca                      | II      | Antônio de Alcântara Machado |
| Lucilia de Almeida Neves Delgado | III     | João Ribeiro                 |
| Alberto Bresciani                | IV      | Eduardo Prado                |
| Francisco Ferreira de Castro     | V       | Euclides da Cunha            |
| Danilo Gomes                     | VI      | Tomás Antônio Gonzaga        |
| Rossini Corrêa                   | VII     | Joaquim Nabuco               |
| Luiz Gutemberg                   | VIII    | José Lins do Rego            |
| José Carlos Brandi Aleixo        | IX      | Augusto dos Anjos            |
| Roberto Rosas                    | X       | Da Costa e Silva             |
| Carlos Henrique Cardim           | XI      | Farias Brito                 |
| Adirson Vasconcelos              | XII     | Vicente de Carvalho          |
| Cristovam Buarque                | XIII    | Manuel Antônio de Almeida    |
| Napoleão Valadares               | XIV     | Artur Azevedo                |
| Arnaldo Godoy                    | XV      | Machado de Assis             |
| Paulo Castelo Branco             | XVI     | Gonçalves Dias               |
| Ana Maria Lopes                  | XVII    | José de Alencar              |
| Ronaldo Costa Fernandes          | XVIII   | Cláudio Manuel da Costa      |
| Fabio de Sousa Coutinho          | XIX     | Castro Alves                 |
| Hugo Napoleão                    | XX      | Sílvio Romero                |
| Afonso Ligório                   | XXI     | Rui Barbosa                  |
| José Sarney                      | XXII    | Simões Lopes Neto            |
| Thiago de Pádua                  | XXIII   | Aluísio Azevedo              |
| Edmílson Caminha                 | XXIV    | José Veríssimo               |
| Tania Serra                      | XXV     | Graça Aranha                 |
| João Carlos Taveira              | XXVI    | Cruz e Sousa                 |
| Ronaldo Costa Couto              | XXVII   | Raul Pompeia                 |
| José Jeronymo Rivera             | XXVIII  | Olavo Bilac                  |
| Alaor Barbosa                    | XXIX    | Hugo de Carvalho Ramos       |
| Valdir de Aquino Ximenes         | XXX     | Monteiro Lobato              |
| Gilmar Duarte Rocha              | XXXI    | Graciliano Ramos             |
| Carlos Ayres Britto              | XXXII   | Mário de Andrade             |
| Raymundo Damasceno Assis, Dom    | XXXIII  | Jorge de Lima                |
| Anderson Braga Horta             | XXXIV   | Álvares de Azevedo           |
| Marcus Vinicius Furtado Coêlho   | XXXV    | Coelho Neto                  |
| José Alberto Couto Maciel        | XXXVI   | Joaquim Manuel de Macedo     |
| Margarida Patriota               | XXXVII  | Raimundo Correia             |
| Vaga                             | XXXVIII | Raul de Leoni                |
| Heitor Martins                   | XXXIX   | Martins Fontes               |
| Victor Alegria                   | XL      | Afonso Arinos                |